# Moho Chemlakh
Moho Chemlakh, de son vrai nom Mohamed Chemlekh, est un guitariste français né en avril 1957 dans le 20e arrondissement de Paris. Il a été co-compositeur et interprète de standards du rock français, notamment lors de sa collaboration avec le groupe Trust dans les années 1980.

## Biographie
Moho Chemlakh participe à la composition de plusieurs titres du groupe Trust (Marche ou crève, Les Templiers, Les Brutes, Les Armes aux yeux, Par compromission...) dans lequel il intervient régulièrement en tant que guitariste de 1981 à 1983, puis plus épisodiquement ensuite jusqu'en 1987. 

Le groupe devient célèbre dans les années 1980 grâce à des titres tels que L'Élite ou Antisocial.

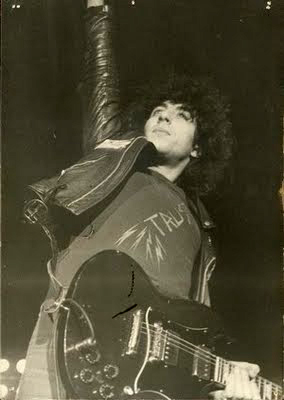
Moho Chemlakh dans les années 80 (TRUST)

Moho Chemlakh indique dans une interview qu'il prendra la décision de quitter Trust définitivement en 1987 après avoir plusieurs fois pris du recul en ne participant qu'à des sessions d'enregistrements ou des tournées.  Il entame alors des collaborations successives avec les groupes Volcania, Nightrider, Standby puis Morho avec lequel il sort un album en 1985,. Dans les années 1990, il travaille avec le groupe Pow Wow en tant que chef d'orchestre pour la partie instrumentale. Il collabore également à différents projets dont "MNK" en 2011 avec le batteur Farid Medjane (ex-Trust), le bassiste Manu Ducloux, et l'arrangeur et ingénieur du son Christophe Battaglia.
En 2022, il revient avec son partenaire Yves BRUSCO dans le duo MOHOVIVI avec l'album Komando. La rage du rock est toujours présente et c'est notre société qui inspire à nouveau leurs textes.
Il est l'oncle de Therapy 2093.

## Style musical
Rock français et anglo-saxon des années 1980.

## Discographie
- 1981 : Marche ou crève - Trust (Epic) - guitariste et co-compositeur
- 1982 : Sauvage - Trust (Epic) - guitariste et co-compositeur
- 1983 : Trust IV (L'Idéal) - Trust (Epic) - guitariste et co-compositeur
- 1984 : Man's Trap - Trust (Epic) - guitariste et co-compositeur
- 1985 : Morho - Morho (Melodie) - guitariste et compositeur
- 1992 : Live - Trust (Répression dans l'hexagone) - Trust (Sony/Epic) - guitariste et co-compositeur
- 2022 : "Komando" - MOHOVIVI - guitariste et co-compositeur

## Collaboration à des compositions musicales[7]

### Avec Audrey Massina et Jérôme Sans
- Révolution is Over (Éditions Liquid Architecture),
- Rose c'est la vie (Éditions Liquid Architectures),

### Avec Norbert Krief et Bernard Bonvoisin
- Répression (Éditions EMI Songs France),
- Marche ou crève / Work or Die (Éditions Emi Songs France),
- Misère  (Éditions Emi Songs France),
- Sauvage / Savage  (Éditions Emi Songs France),
- Pouvoir et la Gloire / Power of the Night (Éditions Societe PECF)

### Avec Norbert Krief, Yves Brusco et Bernard Bonvoisin
- Arme aux yeux (Éditions Societe PECF)
- Care for a Shadow (Éditions Societe PECF)
- Compromission (Éditions Societe PECF)
- Hell on the Seventh (Éditions Societe PECF)

### Avec Patrick Giraud
- Why Not (Éditions Universal Publishing)
- Bike Slide (Éditions Universal Publishing)
- Flip Flap (Éditions Universal Publishing)
- Stone Washed (Éditions Universal Publishing)
- Pop in Muffin (Éditions Universal Publishing)
- Violin Move (Éditions Universal Publishing)

### Avec Philippe Mallier
- Affa (Éditions Universal MCA Music Publishing)
- Rap Horizon (Éditions Universal MCA Music Publishing)

### Avec Tony Fallone
- Quelqu'un (Éditions Societe PECF)
- Why (Éditions Societe PECF)
- Danger (Éditions Societe PECF)
- Lady Bird (Éditions Societe PECF)

## Vidéo
- Interview pour le Projet MNK (2011)